# Håkons Hall
Le Håkons Hall est une salle de sport situé à Lillehammer, en Norvège. Avec une capacité d'accueil de 11 500 places, elle est la plus grande salle de handball et de hockey sur glace du pays.

## Histoire
L'emplacement du site est décidé par le comité d'organisation des Jeux olympiques d'hiver de 1994 en décembre 1989 et approuvé par le Storting (le parlement norvégien) en avril 1990. Le Storting fixe une subvention de 189 millions de couronnes norvégiennes pour sa construction, ainsi qu'une subvention supplémentaire de 3 millions de couronnes pour les aménagements liés à l'accueil des épreuves des Jeux paralympiques. Au cours de l'hiver 1990-1991, des travaux supplémentaires visant à réaliser des économies d'énergie sont entrepris, portant le coût total de construction à 240 millions de couronnes. L'inauguration de la salle a lieu le 1er février 1993.
La salle a accueilli le Concours Eurovision de la chanson junior 2004.